# Kepler-26
Kepler-26 — звезда в созвездии Лиры на расстоянии около 1591 светового года от нас. Вокруг звезды обращаются, как минимум, две планеты и два неподтверждённых кандидата в планеты — Kepler-26d и Kepler-26e.

## Характеристики
Kepler-26 представляет собой небольшую звезду 15,4 видимой звёздной величины. Она значительно легче и меньше нашего Солнца: масса звезды равна 65 % солнечной, а радиус — 59 % солнечного. Температура поверхности составляет приблизительно 4500 кельвинов — это намного меньше температуры поверхности Солнца.

## Планетная система

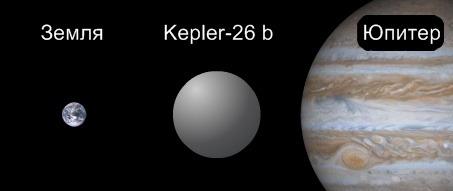
Сравнительные размеры Земли, Kepler-26 b и Юпитера.

В 2012 году группой астрономов, работающих с данными, полученными орбитальным телескопом Kepler, было объявлено об открытии двух планет в системе.
Планета Kepler-26 b относится к классу очень теплых нептунов. Её максимальная масса и истинный радиус равны 38 % и 32 % юпитерианских. Она обращается очень близко к родительской звезде — на расстоянии около 0,085 а. е., совершая полный оборот вокруг светила за 12 с лишним суток. Однако грубые оценки истинной массы планеты (таймингом транзитов) говорят о том, что она тяжелее Земли всего в три раза.
Планета Kepler-26 c по своим параметрам очень похожа на свою соседку. Её масса и радиус практически такие же; обращается она на расстоянии 0,107 а. е. от звезды, совершая оборот за 17 суток. Также она, по видимому, тяжелее Kepler-26 b: метод TTV дает оценку в четыре земных массы.

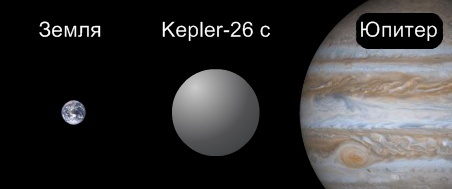
Сравнительные размеры Земли, Kepler-26 c и Юпитера.

Данные, полученные астрономами, также говорят о возможном присутствии в системе третьей планеты, Kepler-26 d. Скорее всего, она относится к классу горячих суперземель. Её орбита лежит очень близко к звезде — на расстоянии около 0,037 а. е. Однако все эти данные требуют дальнейшей детальной проверки. Возможная четвертая планета — Kepler-26 e — является внешней. Её период обращения составляет 46,828 земных дней.